# Noyelles-Godault
 Noyelles-Godault  es una población y comuna francesa, situada en la región de Norte-Paso de Calais, departamento de Paso de Calais, en el distrito de Lens y cantón de Hénin-Beaumont.

## Demografía
| 5478 | 5551 | 5050 | 5474 | 5655 | 5539 |
| Para los censos de 1962 a 1999 la población legal corresponde a la población sin duplicidades (Fuente: INSEE [Consultar]) |      |      |      |      |      |